# Іоанн (Левицький)
Іоанн (в миру Іоанникій Левицький; 7 (19) січня 1857, Київська губернія — (?) 18 січня 1923) — український релігійний діяч обновленства, до 1922 — єпископ Російської православної церкви, єпископ Кубанський та Краснодарський.

## Життєпис
Народився в сім'ї паламаря.
1880 — закінчив Київську духовну семінарію. 21 травня 1881 рукопокладений у священника. 1889 року поступив до Київської духовної академії. 18 червня 1892 року пострижений у чернецтво.
1893 року закінчив академію зі ступенем кандидата богослов'я і призначений наглядачем Донського духовного училища у Москві.
1895 — інспектор Олонецької духовної семінарії.
1896 — переміщений до Саратовської духовної семінарії.
29 листопада 1900 — ректор Астраханської духовної семінарії в сані архімандрита.
1907 року увійшов до складу комітету по розпорядженню Астраханського московитського патріотичного товариства.
3 лютого 1908 — хіротонія в єпископа Єйського, вікарія Ставропольської єпархії ВПСРІ.
13 вересня 1916 — єпископ Кубанський та Катеринодарський, вікарій Ставропольської єпархії.
Травень 1919 — на Південно-Східному Московитському Церковному Соборі Кубанського вікаріатства, яке очолював Іоанн, було перетворене у самостійну єпархію.
1919 року входив до складу Тимчасового вищого церковного управління на Південному Сході Московщини.
1922 року пішов до обновленського розколу. Єпископ Єйський Євсевій (Рождественський), вікарій Кубанської єпархії, після трикратних умовлянь, оголосив єпископа Іоанна розкольником, перестав згадувати його ім'я за богослужінням і взяв на себе керування Кубанською єпархією.
Згідно даних Михайла Польського, помер у 1923 під час всеношної під Хрещення Господнє, не порвавши із «Живою Церквою». За припущенням Мануїла (Лемешевського), помер не раніше 1927 р.